# Le Rêve interdit
Pour plus de détails, voir Fiche technique et Distribution.
Le Rêve interdit est un film muet français réalisé par Albert Capellani, sorti en 1913.

## Fiche technique
- Titre : Le Rêve interdit
- Réalisation : Albert Capellani
- Scénario :  Daniel Riche
- Photographie :
- Montage :
- Producteur :
- Société de production : Société cinématographique des auteurs et gens de lettres (S.C.A.G.L.)
- Société de distribution :  Pathé Frères
- Pays d'origine :  France
- Langue : film muet avec les intertitres en français
- Métrage : 705 mètres dont 320 en couleurs
- Format : Noir et blanc — 35 mm — 1,33:1 — Muet
- Genre : Comédie
- Durée : 23 minutes et 30 secondes
- Numéro de catalogue Pathé : 5950
- Dates de sortie :
  -  France : 11 juillet 1913

## Distribution
- Gabriel de Gavrone : le jeune duc Amilcar d'Illyrie
- Georges Saillard : le professeur Lachenal
- Suzanne Revonne : Geneviève
- Andrée Pascal